# Amplificatie (taalkunde)
Amplificatie is een vooral in de poëzie veel gebruikte stijlfiguur waarbij een gebeurtenis, object of persoon van meerdere kanten wordt beschreven. Meestal wordt hiermee bij het publiek een bepaald (bijvoorbeeld komisch) effect beoogd. Bijvoorbeeld:
- Kijk, dit is onze poes,
met zijn koude pootjes
op je schoot, met zijn zachte vel.
Zie hoe hij je aankijkt,
zijn kop een masker
als een sfinx die vragen spint.
- Ken je die dagen dat alles tegen zit,
Wind tegen, regen tegen, je komt je ex tegen.[1]